# Вебформа
Вебформа (форма) — елемент вебсторінки, який дає користувачам можливість вводити інформацію і відправляти її на сервер для подальшої обробки.
За створення форми в html-документі відповідає тег <form>, в якому містяться усі інші необхідні теги.
Теги, що використовуються:
- <form>
- <input>
- <select>, <optgroup>, <option>
- <fieldset>, <legend>
- <textarea>
- <button>
- <label>

Приклад:
```
 
<
form
>

  
<
fieldset
>

  
<
legend
>
user data
</
legend
>

  
<
input
 
type
=
"text"
 
/>

  
<
input
 
type
=
"password"
 
/>

  
</
fieldset
>

  
<
input
 
type
=
"radio"
 
/>

  
<
input
 
type
=
"checkbox"
 
/>

  
<
input
 
type
=
"file"
 
/>

  
<
input
 
type
=
"hidden"
 
/>

  
<
input
 
type
=
"button"
 
/>

  
<
input
 
type
=
"image"
 
/>

  
<
input
 
type
=
"submit"
 
/>

  
<
input
 
type
=
"reset"
 
/>

 
</
form
>

```